# Везде и нигде
«Везде и нигде» — седьмой студийный альбом российского рок-музыканта Найка Борзова, выпущенный 15 апреля 2014 года.

## Оформление альбома
Обложку альбома оформил самарский художник Александр Бердин-Лазурский (также известный как Саша Во). На обложке изображена человеческая грудная клетка, обвитая растениями и змеями, с сердцем внутри. После того как была готова обложка появилось название альбома «Везде и нигде».

## Список композиций
1. Поток
2. Видение
3. Поцелуй и укус
4. Детка
5. Биоматерия
6. Последствия любви
7. Упасть пропасть
8. Пустота
9. Паническая атака
10. Горишь Говоришь
11. Сейчас и здесь
12. Подсос и отсос